# TODAY'S ASIA VISION
TODAY'S ASIA VISIONは、アジア太平洋放送連合（ABU; Asia-Pacific Broadcasting Union）加盟の13放送局から提供された映像素材を基に、NHKがかつて制作放送していた英語ニュース番組。BS1で月～金曜深夜(火～土曜未明)に放送されたほか、NHKワールドTV、NHKワールドプレミアムの2つの海外向け衛星放送局でも放送されていた。
内容はアジア各国のその日のトピックスとなるニュースを中心に、NHKが国際放送向けに独自に取材したニュースも放送される。番組は終了となったが、この形式での放送は現在放送中の「NHK NEWSLINE」に引き継がれている（日本時間の夜間の時間帯でアジア各国のその日のトピックスとなるニュースが放送される）。

## 担当アナウンサー
- 坂巻博和（SAKAMAKI, Hirokazu）
- 小笠原陽子（OGASAWARA, Yoko）